# Nexø (parochie)
Nexø is een parochie van de Deense Volkskerk in de Deense gemeente Bornholm. De parochie maakt deel uit van het bisdom Kopenhagen en telt 3345 kerkleden op een bevolking van 3825 (2004). Tot 1970 was de parochie deel van Sønder Herred.